# فيل ووكر (كرة سلة)
فيل ووكر (بالإنجليزية: Phil Walker)‏ مواليد 20 مارس 1956 في فيلادلفيا، هو لاعب كرة سلة أمريكي سابق. بدأ مسيرته الاحترافية في سنة 1977. تم اختياره من قبل فريق واشنطن ويزاردز خلال الدرافت. حمل الرقم 20. يبلغ طوله 6 قدم 3 بوصة (1.9 م). اعتزل اللعب في 1980. فاز بلقب دوري إن بي إيه.

## روابط خارجية
- فيل ووكر على موقع إن بي أي (الإنجليزية)
- فيل ووكر على موقع سبورتس رفرنس (الإنجليزية)
- فيل ووكر على موقع ريلجم (الإنجليزية)
- فيل ووكر على موقع بروبوليرز (الإنجليزية)